# أليكس بروس
أليكس بروس (بالإنجليزية: Alex Bruce)، من مواليد 28 سبتمبر 1984، لاعب كرة قدم إنجليزي حالي، وهو ابن المدرب ستيف بروس.
يلعب مع نادي إيبسويتش تاون.

## وصلات خارجية
- أليكس بروس على موقع الاتحاد الأوربي (الإنجليزية)
- أليكس بروس على موقع قاعدة بيانات كرة القدم.إي يو (الإنجليزية)
- أليكس بروس على موقع ناشيونال فوتبول تيمز (الإنجليزية)
- أليكس بروس على موقع Soccerbase.com (لاعب) (الإنجليزية)
- أليكس بروس على موقع Soccerway.com (الإنجليزية)
- أليكس بروس على موقع عالم كرة القدم.نت (الإنجليزية)
- أليكس بروس على موقع AS.com (الإسبانية)